# 伊利里亞行省
伊利里亞行省 （法語：Provinces illyriennes）是法蘭西第一帝國在亞德里亞海北岸至東岸設置的一個行政區劃，名稱來自於古代的伊利里亞人。伊利里亞行省設置於1809年，首府設置於盧比安那。1813年8月，奧地利對法國宣戰，並開始入侵伊利里亞行省。1816年時，伊利里亞行省已經完全被反法聯軍佔領，伊利里亞行省隨之消滅。

## 历史
伊利里亚行省是根据1809年10月14日的法令建立的，当时奥地利帝国在瓦格拉姆战役和申布伦条约之后，割让了菲拉赫周围的上克恩顿、卡尼奥拉公国、奥地利滨海区与戈里齐亚、的里雅斯特和前伊斯特拉边区，以及克罗地亚王国的亚得里亚海沿岸给法兰西帝国。
这些领土被归为伊利里亚行省。他们的首都位于莱巴赫（今斯洛文尼亚首都卢布尔雅那）。1808年被法国吞并的拉古萨共和国（今杜布罗夫尼克）和自 1805年以来一直是意大利王国一部分的达尔马提亚领土也被并入伊利里亚行省。
英国海军于1807年6月根据《提尔西特条约》对亚得里亚海实施封锁。法国和意大利试图夺取由英军控制的维斯岛（利萨岛）失败（利萨战役，1811年3月13日）。
1813年8月，奥地利帝国向法兰西帝国宣战。由弗朗约·托马希奇将军率领的奥地利军队占领了伊利里亚行省。由法国军队征召的当地克罗地亚军队集结到奥地利营地。在杜布罗夫尼克，一场起义驱逐了法国人，并成立了一个地方政府，希望恢复拉古萨共和国，但这座城市于1813年9月20日被奥地利军队占领。扎达尔（扎拉）在被围困 34天后于 1813年 12月 6日投降。科托尔（卡塔罗）及其周边地区于 1813年被黑山军队占领，他们抵抗持续到1814年 6月11日，黑山亲王在奥地利军队出现后将领土割让给奥地利帝国。滑铁卢战役后，英国军队于 1815年7月从达尔马提亚海岸的岛屿撤出。
维也纳会议确认了奥地利对所有伊利里亚省份的主权，无论它们在1809年之前是否已经加入。1816 年，在这些领土上建立了伊利里亚王国（达尔马提亚除外）。1822年，克罗地亚地区转变为匈牙利州份，伊利里亚王国于1849年正式废除，重新分为三个部分。

## 行政

### 总督
伊利里亚行省由“总督”管理。第一位是1809年 10月 8日至 1811年 1月的奥古斯特·德·马尔蒙。1811年 4月 9日，亨利·加蒂安·贝特朗继任至 1812年 2月 21日，让-安多什·朱诺（Jean-Andoche Junot）紧随其后。但在 1813 年，阿布兰特什公爵陷入疯狂，这促使拿破仑替换了他。前警察总长约瑟夫·富歇（Joseph Fouché）在新的耻辱后接替了他。

### 法令与语言
帝国政府在以前由奥地利军事管理的省份实施《法国民法典》。一项法令解放了犹太人，并废除了禁止他们在卡尼奥拉定居的法律。法律以法语、意大利语、德语（卡林提亚省）和“克拉尼语”颁布：在学者巴塞洛缪·科皮塔尔的坚持下，南斯拉夫语言提升为官方语言，对现代斯洛文尼亚语的发展产生了一定的影响。

### 行政区划制度
伊利里亚行省被法国吞并，然后在 1809 年至 1811 年间组织成 11个省，就像整个法兰西帝国一样，但这种省级化制度从未完成：
| 省名           | 首府         | 今名         |
| -------------- | ------------ | ------------ |
| 阿德尔斯贝格省 | 阿德尔斯贝格 | 波斯托伊纳   |
| 卡塔罗河口省   | 卡塔罗       | 科托尔       |
| 克罗地亚省     | 卡尔施塔特   | 卡尔洛瓦茨   |
| 达尔马提亚省   | 扎拉         | 扎达尔       |
| 阜姆省         | 阜姆         | 里耶卡       |
| 戈利斯省       | 戈利斯       | 戈里齐亚     |
| 莱巴赫省       | 莱巴赫       | 卢布尔雅那   |
| 诺伊施塔特省   | 诺伊施塔特   | 新梅斯托     |
| 拉古萨省       | 拉古萨       | 杜布罗夫尼克 |
| 的里雅斯特省   | 的里雅斯特   | 的里雅斯特   |
| 维拉赫省       | 维拉赫       | 菲拉赫       |

1811 年，伊利里亚行省进行了重组，分为四个省（莱巴赫、卡尔施塔特、的里雅斯特、扎拉），然后是七个管辖区（intendance），每个管辖区再分出委派区（subdélégation）：

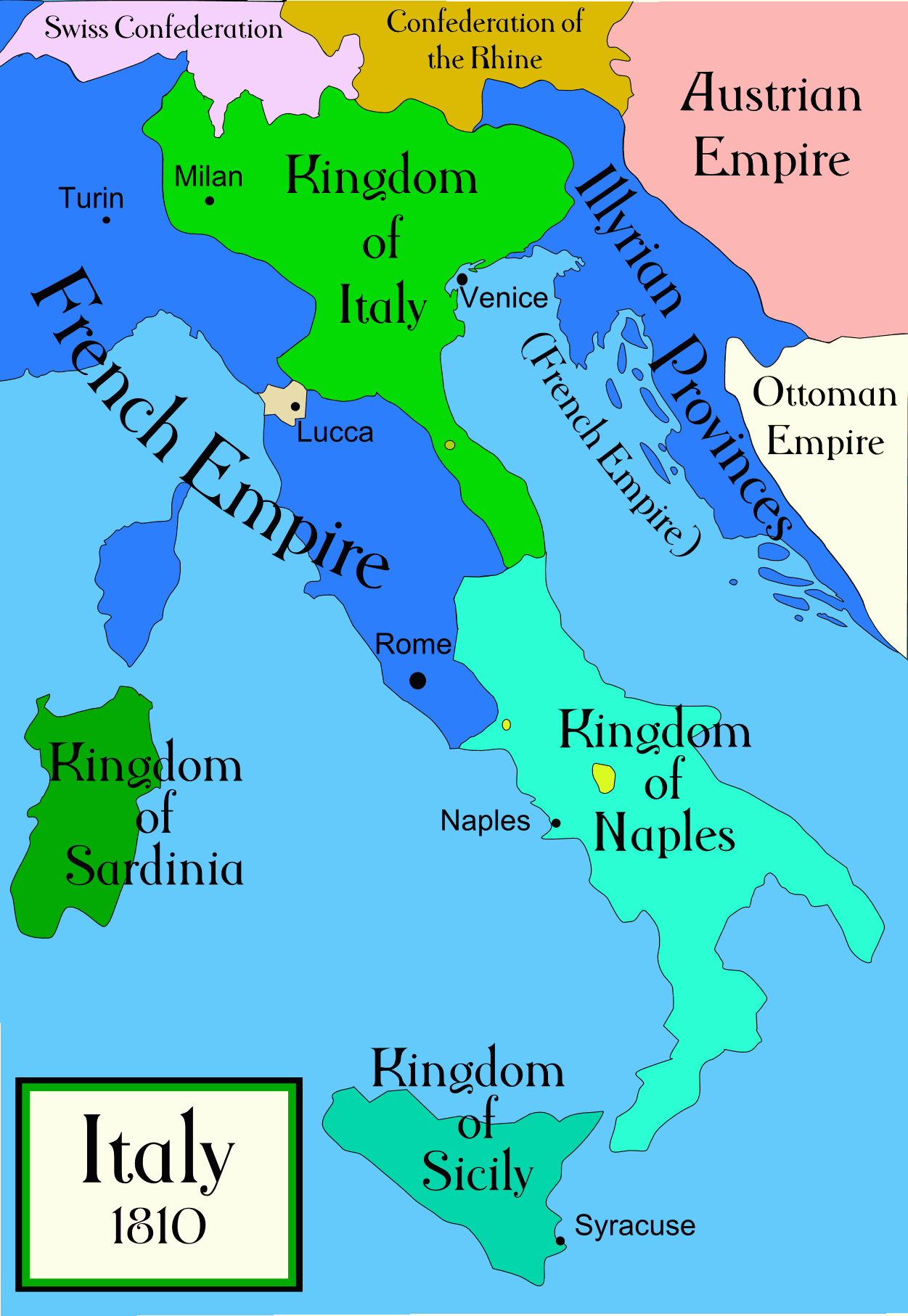
1810年的意大利，伊利里亚行省位于右侧的蓝色部分

| 省名           | 首府       | 委派区                                               |
| -------------- | ---------- | ---------------------------------------------------- |
| 卡林提亚省     | 菲拉赫     | 菲拉赫、利恩茨                                       |
| 卡尼奥拉省     | 莱巴赫     | 阿德尔斯贝格、莱巴赫、克拉尼、诺伊施塔特（新梅斯托） |
| 民事克罗地亚省 | 卡尔施塔特 | 卡尔施塔特、阜姆、小洛希尼                           |
| 军事克罗地亚省 | 塞尼       | /                                                    |
| 达尔马提亚省   | 扎拉       | 扎拉、斯帕拉托、莱西纳、希贝尼克、马卡尔斯卡         |
| 伊斯特利亚省   | 的里雅斯特 | 的里雅斯特、戈利斯（戈里齐亚）、科佩尔、罗维尼       |
| 拉古萨省       | 拉古萨     | 拉古萨、卡塔罗、科尔丘拉                             |